# 聲學度規
在數學物理中，度規描述了一片表面或一塊體積中的相對距離陳設，通常是利用通過這區域的訊號來作測量—度規是描述一區域內稟幾何的基礎。一個聲學度規(acoustic metric)可以描述聲學中或流體力學中，一個特定介質裡的訊號攜載特徵。英文中除了acoustic metric外，sonic metric也是另外可以交替使用的名稱。
既然聲波行為在多數人的平日體驗中是直覺而熟悉的，許多複雜的聲學效應可以讓人很有信心地描述，不需用到高等數學。然而本文的其餘部份所提到的聲學度規現象卻是與日常生活中的特質面向大相逕庭，反而是和廣義相對論中研究詳盡的重力行為相接近，可以作為黑洞方面量子重力理論的聲學模型。

## 文獻
- W.G. Unruh, "Experimental black hole evaporation" Phys. Rev. Lett. 46 (1981), 1351–1353.

—考慮了「穿過跨音速(transsonic)视界的訊息外漏，用作黑洞問題中霍金輻射的『類比』。」
- Matt Visser "Acoustic black holes: Horizons, ergospheres, and Hawking radiation" Class. Quant. Grav. 15 (1998), 1767–1791. gr-qc/9712010

—出現在聲學事件視界物理中的間接輻射效應，用作霍金輻射的一例來探索。
- Carlos Barceló, Stefano Liberati, and Matt Visser, "Analogue Gravity" gr-qc/0505065

—龐大的回顧文章，關於時至2005年的重力子『雛型』。currently on v2, 152 pages, 435 references, alphabetical by author.

## 外部連結
科學人雜誌2006年1月號：傾聽黑洞的心聲 （页面存档备份，存于）(繁體)